# Morimus
Morimus là một chi bọ cánh cứng trong họ Cerambycidae.

## Các loài
- Morimus asper (Sulzer, 1776)
- Morimus assamensis Breuning, 1936
- Morimus funereus Mulsant, 1863
- Morimus granulipennis Breuning, 1939
- Morimus inaequalis Waterhouse, 1881
- Morimus indicus Breuning, 1936
- Morimus lethalis Thomson, 1857
- Morimus misellus Breuning, 1938
- Morimus orientalis Reitter, 1894
- Morimus ovalis Breuning, 1943
- Morimus plagiatus Waterhouse, 1881
- Morimus sexmaculipennis Breuning, 1961

## Hình ảnh

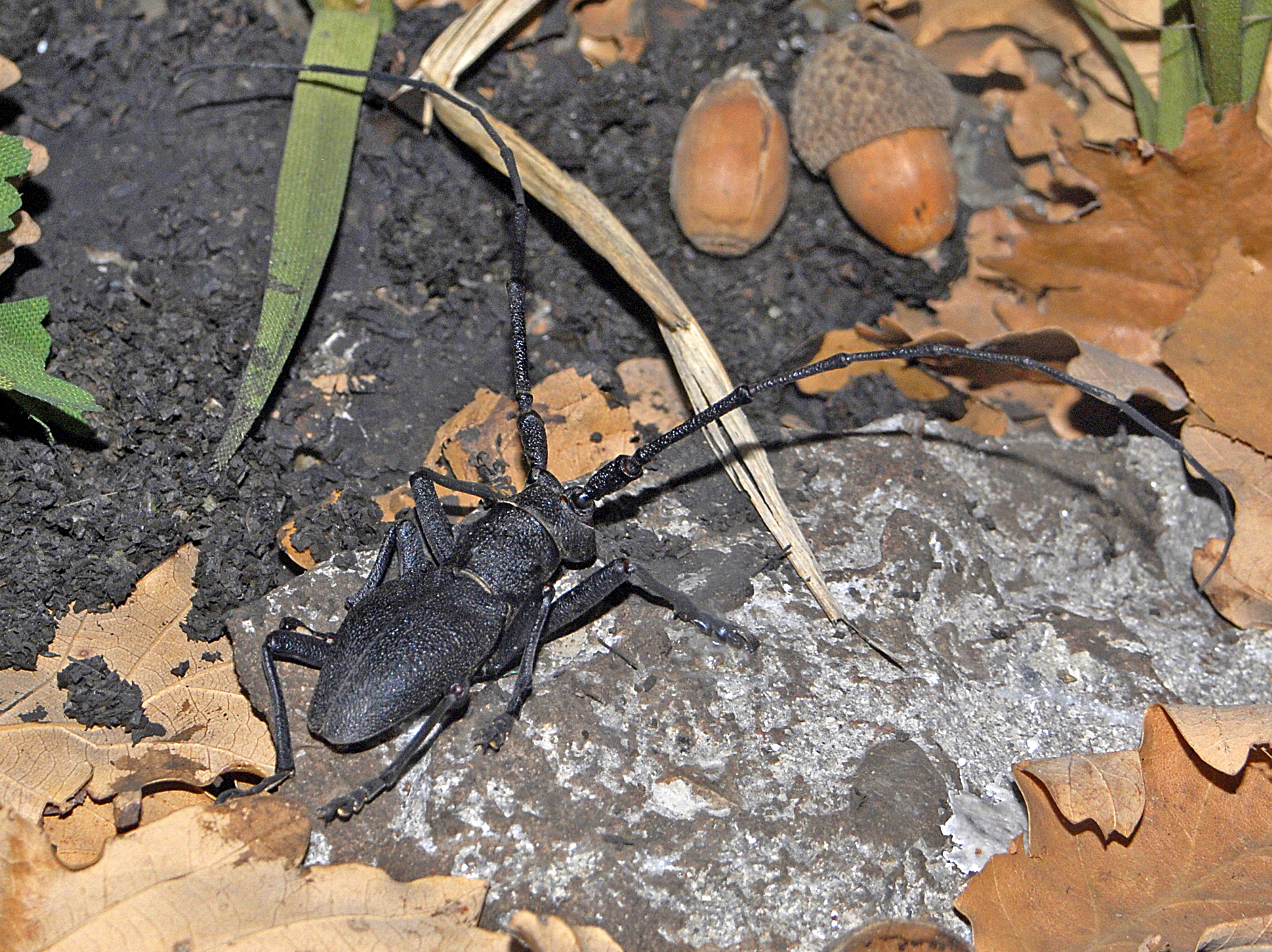
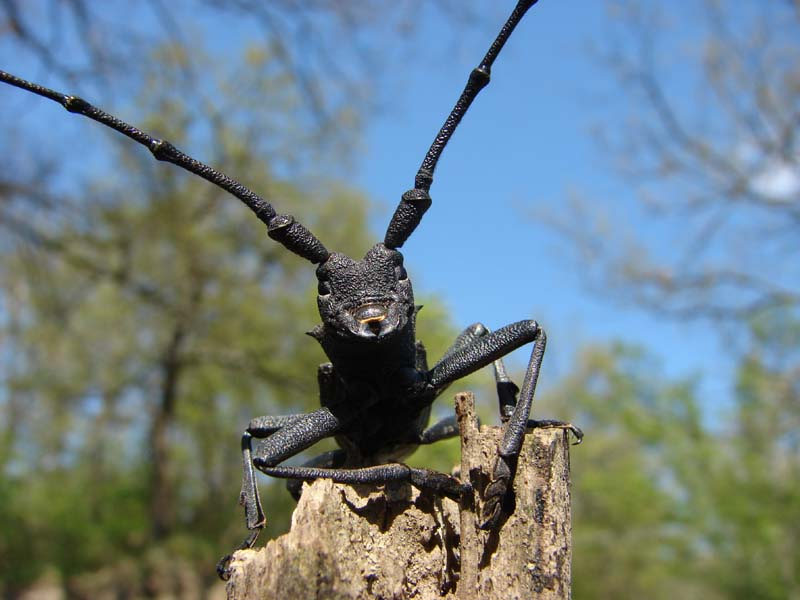